# La via del silenzio
La via del silenzio è un film del 1981 diretto da Franco Brocani.